# اندیس کرومیت شرق چاه رحمان
کرومیت شرق چاه رحمان یک اندیس فلزی است که در حوالی شهر چهل کوره استان سیستان و بلوچستان قرار دارد و مادهٔ معدنی موجود در آن، کرومیت است.سنگ میزبان این اندیس پریدوتیت آلتره است و دیرینگی آن به دوران کرتاسه بالایی می‌رسد. 